# Auguste Rouquet
Pour les articles homonymes, voir Rouquet.
Auguste Rouquet (1887-1956) est un peintre-graveur et illustrateur français d'origine occitane.

## Biographie
Auguste Rouquet est né le 11 juin 1887 à Carcassonne. Il est le second enfant du poète, revuiste et graveur Achille Rouquet (1851-1928), père de Jane Rouquet (Jeanne Rouquet d'Hondt, 1879-?). Achille et ses enfants vont tous les trois pratiquer l'art de la gravure sur bois, travaillant parfois ensemble sur des ouvrages et des expositions. Le père Rouquet est un ardent promoteur de la culture occitane et du félibrige, à travers La Revue de l'Aude qu'il fonde en 1886, devenue la Revue méridionale en 1895, illustrée de nombreuses gravures. 
Le jeune Auguste croise chez son père Achille Mir, Frédéric Mistral, Roumanille, Auguste Fourès, Jean-Pierre Cros-Mayrevieille. Encouragé à étudier les beaux-arts, il est formé par son père à la gravure. Le trio collabore à leur chef-d'œuvre graphique, La Ville du passé (1910) dont Auguste écrit les textes et composent les dessins, un ouvrage dédié à Carcassonne et orné de centaines de vignettes, réédité en 1925 et qui fut remarqué lors de l'exposition internationale des Arts décoratifs. Auguste et sa sœur exposent ensemble leurs aquarelles et leurs toiles inspirées de leurs séjours à Collioure au salon de Toulouse, puis au salon des Indépendants à Paris (1912). Le duo se lie à Paul Sentenac (1884-1958) et Gaspard Maillol, avec lequel ils exposent à la galerie Max-Rodriguès en février 1913, puis des bois chez l'ancien critique d'art toulousain Charles Malpel, avenue Montaigne, en février 1914, ce qui leur ouvre les cercles d'Harry Kessler — mécène de G. Maillol —, d'Erastène Ramiro et du pyrénéiste Henri Beraldi, importants collectionneurs d'estampes et de modernes. La guerre surprend Auguste, âgé de 27 ans, mobilisé : une semaine plus tôt, le 23 juillet, il publiait un conte en une du supplément littéraire de La Lanterne, intitulé « Le Fou ».
Très attaché à sa famille et son terroir, Auguste Rouquet développe cependant une œuvre plus personnelle après 1918, incluant le bois et la lithographie. Il se rapproche de la Société de la gravure sur bois originale et expose dans la capitale, toujours grâce à Sentenac, qui fonde un premier « Salon du Groupe Occitan » (Galerie Henri Manuel, avril 1921) constitué d'artistes méridionaux comme Auguste Chabaud et Achille Laugé, qui s'attachent à produire en lien avec les arts décoratifs. Après la mort de son père en 1928, Auguste produit un certain nombre d'illustrations destinées à des ouvrages d'art, des revues littéraires comme Septimanie (Narbonne, lancée en 1923), des guides culinaires et touristiques, sans compter une série consacrée aux différents quartiers de Paris. Il reste très actif au sein de l'organe régionaliste des Pays d'Oc basé à Paris, Les Feuillets Occitans (fondés en 1926). Sans qu'il ne cesse de peindre, on lui doit aussi d'intéressantes études sur les arts premiers africains (1936). Il entreprend plusieurs voyages au Maroc, délégué du musée audois des arts et traditions populaires de Carcassonne, porté par la revue Folklore (1938).
Marié à Juliette Fournot, employée à l'Office du tourisme marocain, Auguste Rouquet s'installe à Rabat, au 2, rue Paul Doumer, où il meurt le 10 octobre 1956.

## Œuvre

### Conservation
- British Museum (Londres), suite de bois (1911-1924)[11].
- CNAP (Paris), Paysage, avant 1921[12].

### Ouvrages illustrés
- Gaston Jourdanne, Carcassonne, avec Jane Rouquet, Carcassonne, Bonnafous-Martin, 1905.
- La Ville du passé, avec Achille et Jane Rouquet, Carcassonne, E. Roudière, 1910 ; rééd. Michel Jordy, 1925.
- Gabrielle Réval, La Bachelière, vignettes, Paris, La Renaissance du livre, 1918.
- Paul Duplessis de Pouzilhac, La Poignante agonie, avec entre autres des bois d'Honoré Broutelle, Montpellier, Montane, 1925.
- Paul Albarel, Lou Cami de la crouts [chants religieux], Narbonne, Brieu, 1927.
- Collection « Visages de Paris », Paris, Pierre Lafitte, 1927-1928 : 
  - Henri Duvernois, Le Boulevard
  - Henri-Robert, Le Palais de justice
  - Paul Reboux, La rue de la Paix
  - Pierre Mac Orlan, La Seine
  - Léon Riotor, L'Hôtel de Ville
  - Jacques-Émile Blanche, Passy
- Jousé Loubet, Vèspre autounenc : pouemet, Auch, Cocharaux, 1927.
- Gaspard Maillol, L'Art et les papiers de Montval et ceux de Vidalon, Paris, Galerie Drouant, 1927.
- [collectif] L'Amour et l'esprit gaulois à travers l'Histoire, 2 tomes, préface d'Edmond Haraucourt, dont compositions originales de Roger Broders, Manuel Orazi, Paris, Martin-Dupuis, 1928.
- Maurice Magre et Henry Lyonnet, Les fêtes en Orient dans l'Antiquité, avec des compositions d'Édith Follet et Gustave Violet, Paris, Martin-Dupuy, 1929.
- Paul Sentenac, Figures et paysages d'Occitanie, Carcassonne, M. Jordy, 1929.
- Achille Astre, Quelques artistes de mon temps, avec Adolphe Willette, Carcassonne, M. Jordy, 1930.
- La Villette, vie d'un quartier de Paris, 63 bois originaux, Paris, Éditions du Cygne, 1930.
- Denys Amiel, Le Spectacle à travers les âges, 4 tomes, collectif d'illustrateurs, Paris, Éditions du Cygne, 1931.
- Paul Sentenac, Le Vin et les artistes, préface d'André Nougaret, présentation de Léon Douarche, avec deux poèmes de Suzanne Tessier, bois gravés avec Louis Claudel, Béziers, Association de propagande pour le vin, 1931.
- Jean Lebrau, Images de l'Aude, Peyre, 1934.
- Francis Jacquand, Avec la tournée Donval, Paris, Peyre, 1936.

## Galerie

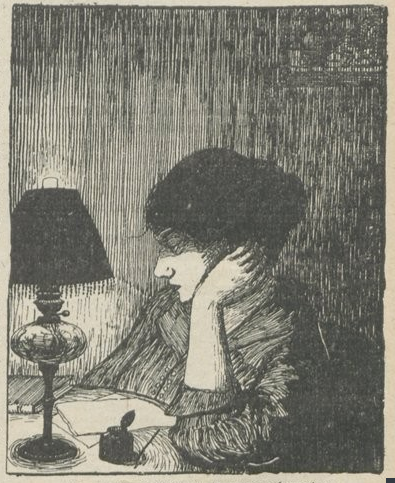
« Gaude travaillant... », bois, (La Bachelière, 1918)
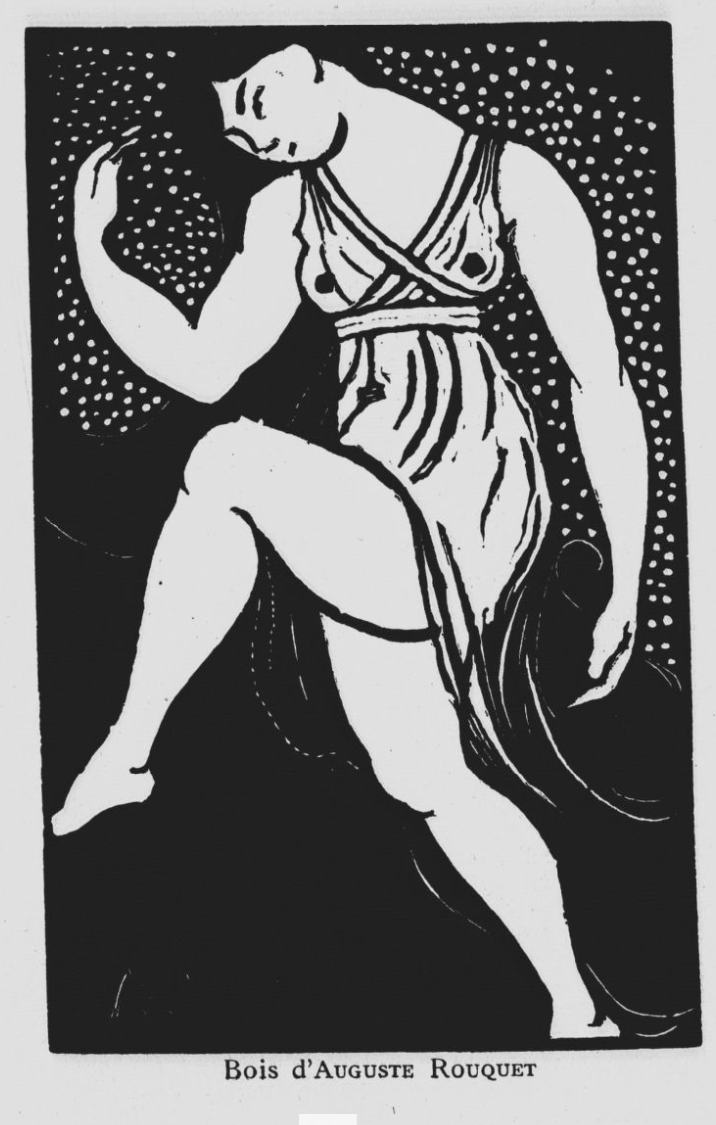
Danse, bois (1924)
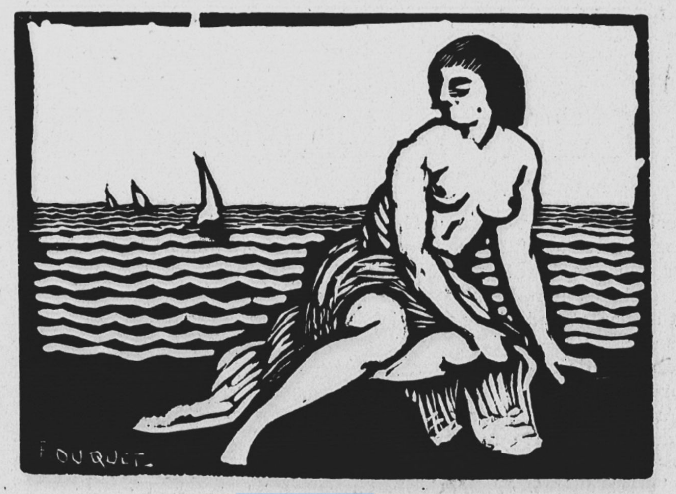
Nu, bois (1924)
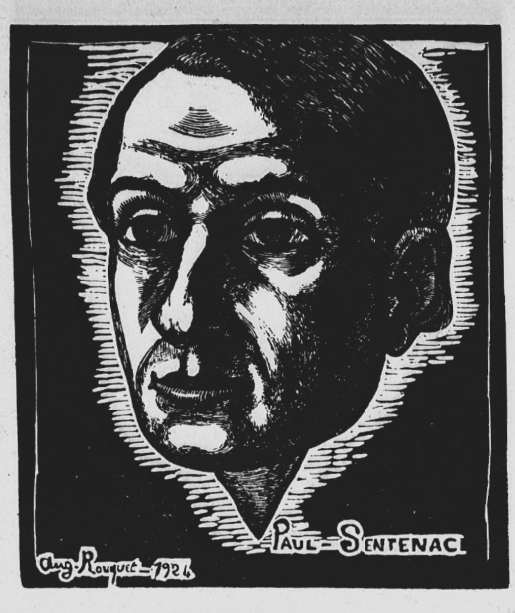
Paul Sentenac, bois (1924)
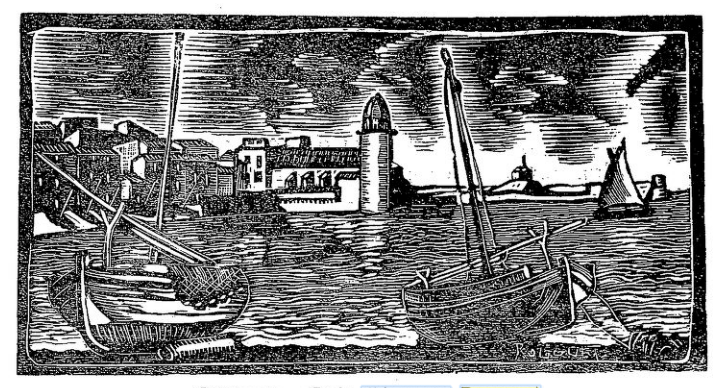
Collioure, bois (1926)
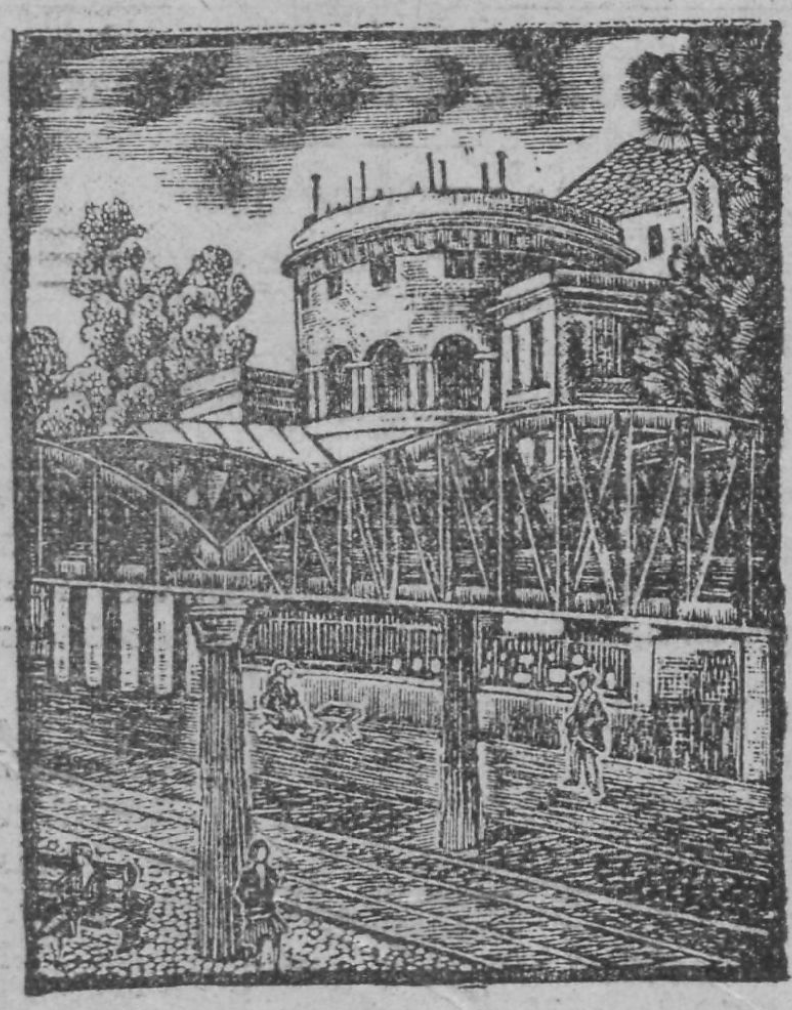
Rotonde de La Villette, bois (1930)